# Agriphiloides
Agriphiloides és un gènere monotípic d'arnes de la família Crambidae. Conté només una espècie, Agriphiloides longipalpellus, que es troba a Síria.